# Ipomoea hildebrandtii
Ipomoea hildebrandtii är en vindeväxtart. Ipomoea hildebrandtii ingår i släktet praktvindor, och familjen vindeväxter.

## Underarter
Arten delas in i följande underarter:
- I. h. grantii
- I. h. hildebrandtii
- I. h. megaensis
- I. h. orientalis